# Eupithecia subscalptata
Eupithecia subscalptata là một loài bướm đêm trong họ Geometridae.